# János Erdős
János Erdős (Debrecin, ?) je poznati mađarski likovni umjetnik, scenograf, kostimograf i lutkar.
Član je Zemaljskog udruženja likovnih umjetnika.
Od 1960-ih je izlagao svoja djela na samostalnim i skupnim izložbama u Mađarskoj, ali i u inozemstvu: po skandinavskim, srednjoeuropskim i balkanskim državama te Francuskoj i u SAD-u.
Od tog razdoblja se bavi i scenografijom.  
Surađiva i s Hrvatskim kazalištem u Pečuhu, gdje je i ravnateljem Galerije mađarsko-hrvatske umjetničke udruge Csopor(t)-Horda, koja se nalazi u kazališnoj zgradi.

## Vanjske poveznice
- Osma medjunarodna likovna kolonija